# Appiano (nome)
Appiano  è un nome proprio di persona italiano maschile.

## Varianti
- Femminili: Appiana[2]

### Varianti in altre lingue
- Catalano: Apiá[4]
- Francese: Appien
- Inglese: Appian
- Latino: Appianus[1][3][4]
- Polacco: Appian
- Portoghese: Apiano
- Russo: Аппиан (Appian)
- Serbo: Апијан (Apijan)
- Sloveno: Apijan
- Spagnolo: Apiano[4]
- Ucraino: Аппіан (Appian)
- Ungherese: Appianosz

## Origine e diffusione
Deriva da Appianus, un cognomen romano basato, in forma patronimica, sul nome Appius (quindi "della famiglia di Appio"). La sua diffusione potrebbe essere in parte dovuta al culto di sant'Appiano, martire ad Alessandria d'Egitto.

## Onomastico
L'onomastico si può festeggiare in memoria di più santi, alle date seguenti:
- 4 marzo, sant'Appiano, monaco a San Pietro in Ciel d'Oro e poi a Comacchio[5][6]
- 2 aprile, sant'Appiano, fratello di sant'Edesio, martire a Cesarea marittima sotto Massimino[5][6]
- 30 dicembre, sant'Appiano, martirizzato con altri compagni ad Alessandria d'Egitto dai monofisiti[4][6]

## Persone
- Appiano di Alessandria, storico e filosofo greco antico
- Appiano di Cesarea marittima, santo romano
- Appiano Buonafede, religioso e letterato italiano